# Bromsgrove Sporting FC
Bromsgrove Sporting FC (celým názvem: Bromsgrove Sporting Football Club) je anglický fotbalový klub, který sídlí ve městě Bromsgrove v nemetropolitním hrabství Worcestershire. Založen byl v roce 2009 po zániku původního Bromsgrove Rovers FC. Od sezóny 2018/19 hraje v Southern Football League Division One Central (8. nejvyšší soutěž). Klubové barvy jsou červená, bílá a modrá.
Své domácí zápasy odehrává na stadionu Victoria Ground s kapacitou 3 500 diváků.

## Úspěchy v domácích pohárech
Zdroj:
- FA Cup
  - Preliminary Round: 2014/15, 2015/16, 2016/17, 2017/18
- FA Vase
  - Semifinále: 2016/17

## Umístění v jednotlivých sezonách
Stručný přehled
Zdroj:
- 2010–2011: Midland Combination (Division Two)
- 2011–2012: Midland Combination (Division One)
- 2012–2014: Midland Combination (Premier Division)
- 2014–2017: Midland Football League (Division One)
- 2017–2018: Midland Football League (Premier Division)
- 2018– : Southern Football League (Division One Central)

Jednotlivé ročníky
Zdroj:
Legenda: Z - zápasy, V - výhry, R - remízy, P - porážky, VG - vstřelené góly, OG - obdržené góly, +/- - rozdíl skóre, B - body, červené podbarvení - sestup, zelené podbarvení - postup, fialové podbarvení - reorganizace, změna skupiny či soutěže
| Anglie (2010 – ) |                                                 |        |    |    |   |    |     |    |      |     |        |
| Sezóny           | Liga                                            | Úroveň | Z  | V  | R | P  | VG  | OG | +/-  | B   | Pozice |
| 2010/11          | Midland Combination (Division Two)              | 12     | 30 | 20 | 4 | 6  | 82  | 27 | +55  | 64  | 3.     |
| 2011/12          | Midland Combination (Division One)              | 11     | 34 | 19 | 8 | 7  | 94  | 44 | +50  | 65  | 3.     |
| 2012/13          | Midland Combination (Premier Division)          | 10     | 34 | 18 | 6 | 10 | 73  | 54 | +19  | 57  | 6.     |
| 2013/14          | Midland Combination (Premier Division)          | 10     | 34 | 23 | 3 | 8  | 92  | 35 | +57  | 72  | 2.     |
| 2014/15          | Midland Football League (Division One)          | 10     | 38 | 27 | 5 | 6  | 121 | 41 | +80  | 86  | 2.     |
| 2015/16          | Midland Football League (Division One)          | 10     | 38 | 29 | 4 | 5  | 102 | 41 | +61  | 91  | 2.     |
| 2016/17          | Midland Football League (Division One)          | 10     | 38 | 33 | 5 | 0  | 132 | 23 | +109 | 104 | 1.     |
| 2017/18          | Midland Football League (Premier Division)      | 9      | 42 | 31 | 5 | 6  | 110 | 50 | +60  | 98  | 1.     |
| 2018/19          | Southern Football League (Division One Central) | 8      | 38 |    |   |    |     |    |      |     |        |